# Gamál al-Gandúr
Gamál Mahmúd Ahmed al-Gandúr [arabul: جمال محمود أحمد الغندور] (Kairó, 1957. június 12. –) egyiptomi nemzetközi labdarúgó-játékvezető. Polgári foglalkozása vámtisztviselő.

## Pályafutása

### Nemzeti játékvezetés
A játékvezetői vizsgát 1981-ben tette le. 1989-ben lett az I. Liga játékvezetője. A nemzeti játékvezetéstől 2002-ben vonult vissza.

### Nemzetközi játékvezetés
Az Egyiptomi labdarúgó-szövetség Játékvezető Bizottsága (JB) terjesztette fel nemzetközi játékvezetőnek, a Nemzetközi Labdarúgó-szövetség (FIFA) 1993-tól tartotta nyilván bírói keretében. A FIFA JB központi nyelvei közül a angolt beszéli. Több nemzetek közötti válogatott és klubmérkőzést vezetett, vagy működő társának 4. bíróként segített. Az egyiptomi nemzetközi játékvezetők rangsorában, a világbajnokság sorrendjében az első helyet foglalja el 6 találkozó szolgálatával. 1999-ben a Japánban az első ligában oktató jelleggel vezetett mérkőzéseket. A  nemzetközi játékvezetéstől 2002-ben búcsúzott.

#### Labdarúgó-világbajnokság

##### U20-as labdarúgó-világbajnokság
Katar rendezte a 10. 1995-ös ifjúsági labdarúgó-világbajnokságot, ahol a FIFA JB hivatalnoknak alkalmazta.

###### 1995-ös ifjúsági labdarúgó-világbajnokság
| Időpont           | Helyszín                       | Mérkőzés típusa              | Mérkőzés                  | Eredmény | Nézők száma |
| ----------------- | ------------------------------ | ---------------------------- | ------------------------- | -------- | ----------- |
| 1995. április 17. | Khalifa Stadion, Doha          | csoportmérkőzés (A. csoport) | Oroszország–Brazília      | 0 : 0    | 5 000       |
| 1995. április 19. | Khalifa Olimpiai Stadion, Doha | csoportmérkőzés (B. csoport) | Burundi–Japán             | 0 : 2    | 4 000       |
| 1995. április 23. | Al-Ahly Stadion, Doha          | egyik negyeddöntő            | Spanyolország–Oroszország | 4 : 1    | 4 000       |

---
A világbajnoki döntőhöz vezető úton Franciaországba a XVI., az 1998-as labdarúgó-világbajnokságra és Dél-Koreába és Japánba a XVII., a 2002-es labdarúgó-világbajnokságra a FIFA JB bíróként alkalmazta. Selejtező mérkőzéseket az Afrikai Labdarúgó-szövetség (CAF) az Ázsiai Labdarúgó-szövetség (AFC) és az Észak- és Közép-amerikai, Karibi Labdarúgó-szövetségek Konföderációja (CONCACAF) zónákban irányított. Ali Huszejn Kandíl és Mahmoud Kamel után a 3. egyiptomi bíró, aki világbajnoki mérkőzést vezethetett. Világbajnokságon vezetett mérkőzéseinek száma: 6.
Hat (6) világbajnoki mérkőzést vele együtt a világon csak öt játékvezető teljesíthetett: a mexikói Arturo Brizio Carter (1994,- 1998),- svéd Ivan Eklind (1934,- 1938,- 1950), az angol Arthur Ellis (1950,- 1954,- 1958), a szír Dzsamál as-Saríf (1986.- 1990,- 1994) és a szovjet Nyikolaj Gavrilovics Latisev (1958,- 1962).

##### 1998-as labdarúgó-világbajnokság

###### Selejtező mérkőzés
| Időpont             | Helyszín                                | Mérkőzés típusa               | Mérkőzés               | Eredmény | Nézők száma |
| ------------------- | --------------------------------------- | ----------------------------- | ---------------------- | -------- | ----------- |
| 1996. június 16.    | Félix Houphouët-Boigny Stadion, Abidjan | első kör (2. mérkőzés)        | Elefántcsontpart–Kongó | 1 : 1    | 20 000      |
| 1996. november 10.  | Cidadela Stadion, Luanda                | második kör (4. csoport)      | Angola–Zimbabwe        | 2 : 1    | 60 000      |
| 1997. június 8.     | FNB Stadion, Johannesburg               | második kör (3. csoport)      | Dél-Afrika–Zambia      | 3 : 0    | 73 000      |
| 1997. augusztus 17. | Nemzeti Stadion, Harare                 | második kör (4. csoport)      | Zimbabwe–Kamerun       | 1 : 2    | 12 736      |
| 1997. október 11.   | Riyadh Stadion, Mehalel                 | döntő selejtezők (A. csoport) | Szaúd-Arábia–Katar     | 1 : 0    | 15 000      |

###### Világbajnoki mérkőzés
| Időpont          | Helyszín                                 | Mérkőzés típusa              | Mérkőzés                     | Eredmény | Nézők száma |
| ---------------- | ---------------------------------------- | ---------------------------- | ---------------------------- | -------- | ----------- |
| 1998. június 17. | Geoffroy-Guichard Stadion, Saint-Étienne | csoportmérkőzés (B. csoport) | Chile–Ausztria               | 1 : 1    | 30 600      |
| 1998. június 25. | Beaujoire Stadion, Nantes                | csoportmérkőzés (F. csoport) | Egyesült Államok–Jugoszlávia | 0 : 1    | 35 500      |
| 1998. július 3.  | Beaujoire Stadion, Nantes                | egyik negyeddöntő            | Brazília–Dánia               | 3 : 2    | 35 500      |

##### 2002-es labdarúgó-világbajnokság

###### Selejtező mérkőzés
| Időpont             | Helyszín                            | Mérkőzés típusa          | Mérkőzés       | Eredmény | Nézők száma |
| ------------------- | ----------------------------------- | ------------------------ | -------------- | -------- | ----------- |
| 2001. szeptember 2. | Independence Park Stadion, Kingston | döntő csoportmérkőzés    | Jamaica–Mexikó | 1 : 2    | 35 000      |
| 2001. január 27.    | Liberation Stadion, Port Harcourt   | második kör (B. csoport) | Nigéria–Szudán | 3 : 0    | 45 000      |
| 2001. február 25.   | Ahmadou Ahidjo Stadion, Yaoundé     | második kör (A. csoport) | Kamerun–Zambia | 1 : 0    | 76 000      |

###### Világbajnoki mérkőzés
| Időpont          | Helyszín                        | Mérkőzés típusa              | Mérkőzés                | Eredmény | Nézők száma |
| ---------------- | ------------------------------- | ---------------------------- | ----------------------- | -------- | ----------- |
| 2002. június 7.  | Városi Stadion, Csondzsu        | csoportmérkőzés (B. csoport) | Spanyolország–Paraguay  | 3 : 1    | 24 000      |
| 2002. június 13. | Központi Stadion, Szuwon        | csoportmérkőzés (C. csoport) | Costa Rica–Brazília     | 2 : 5    | 38 524      |
| 2002. június 22. | Világbajnoki Stadion, Kvangdzsu | egyik negyeddöntő            | Spanyolország–Dél-Korea | 0 : 0    | 42 114      |

#### Afrikai nemzetek kupája
Négy kontinensbajnoki torna döntőjéhez vezető úton  Dél-Afrikába a 20., az 1996-os afrikai nemzetek kupája, Burkina Fasóban a 21., az 1998-as afrikai nemzetek kupája, Ghánába és Nigériába  a 22., a 2000-es afrikai nemzetek kupája  valamint Maliba rendezték a 23., a 2002-es afrikai nemzetek kupája labdarúgó tornát, ahol a CAF JB játékvezetőként alkalmazta.

##### 1996-os afrikai nemzetek kupája

###### Selejtező mérkőzés
| Időpont            | Helyszín                    | Mérkőzés típusa           | Mérkőzés     | Eredmény | Nézők száma |
| ------------------ | --------------------------- | ------------------------- | ------------ | -------- | ----------- |
| 1994. november 13. | d'El Menzah Stadion, Tunisz | előselejtező (2. csoport) | Tunézia–Togo | 1 : 1    | 10 000      |

###### Afrikai Nemzetek Kupája mérkőzés
| Időpont          | Helyszín                      | Mérkőzés típusa              | Mérkőzés                  | Eredmény | Nézők száma |
| ---------------- | ----------------------------- | ---------------------------- | ------------------------- | -------- | ----------- |
| 1996. január 16. | Kings Park Stadion, Durban    | csoportmérkőzés (C. csoport) | Gabon–Libéria             | 1 : 2    | 5 000       |
| 1996. január 21. | EPRFU Stadion, Port Elizabeth | csoportmérkőzés (D. csoport) | Elefántcsontpart–Mozambik | 1 : 0    | 500         |
| 1996. január 31. | FNB Stadion, Johannesburg     | egyik elődöntő               | Dél-Afrika–Ghána          | 0 : 3    | 0000        |

##### 1998-as afrikai nemzetek kupája

###### Afrikai Nemzetek Kupája mérkőzés
| Időpont           | Helyszín                          | Mérkőzés típusa              | Mérkőzés                                     | Eredmény | Nézők száma |
| ----------------- | --------------------------------- | ---------------------------- | -------------------------------------------- | -------- | ----------- |
| 1998. február 7.  | Augusztus 4. Stadion, Ouagadougou | csoportmérkőzés (A. csoport) | Burkina Faso–Kamerun                         | 0 : 1    | 30 000      |
| 1998. február 27. | Városi Stadion, Ouagadougou       | bronztalálkozó               | Kongói Demokratikus Köztársaság–Burkina Faso | 4 : 4    | 25 000      |

##### 2000-es afrikai nemzetek kupája

###### Afrikai Nemzetek Kupája mérkőzés
| Időpont           | Helyszín                 | Mérkőzés típusa              | Mérkőzés               | Eredmény | Nézők száma |
| ----------------- | ------------------------ | ---------------------------- | ---------------------- | -------- | ----------- |
| 2000. január 31.  | Városi Stadion, Accra    | csoportmérkőzés (A. csoport) | Ghána–Elefántcsontpart | 0 : 2    | 40 000      |
| 2000. január 23.  | Központi Stadion, Kumasi | csoportmérkőzés (B. csoport) | Dél-Afrika–Gabon       | 3 : 1    | 20 000      |
| 2000. február 10. | Nemzeti Stadion, Lagos   | egyik elődöntő               | Nigéria–Dél-Afrika     | 2 : 0    | 40 000      |

##### 2002-es afrikai nemzetek kupája

###### Afrikai Nemzetek Kupája mérkőzés
| Időpont           | Helyszín                        | Mérkőzés típusa              | Mérkőzés                 | Eredmény | Nézők száma |
| ----------------- | ------------------------------- | ---------------------------- | ------------------------ | -------- | ----------- |
| 2002. január 30.  | Amare Daou Stadion, Ségou       | csoportmérkőzés (B. csoport) | Dél-Afrika –Marokkó      | 3 : 1    | 3 000       |
| 2002. január 25.  | Babemba Traoré Stadion, Sikasso | csoportmérkőzés (C. csoport) | Kamerun–Elefántcsontpart | 1 : 0    | 15 000      |
| 2002. február 13. | Március 26. Stadion, Bamako     | döntő                        | Szenegál–Kamerun         | 0 : 0    | 50 000      |

#### Labdarúgó-Európa-bajnokság
Az európai-labdarúgó torna döntőjéhez vezető úton Belgiumba és Hollandiába a XI., a 2000-es labdarúgó-Európa-bajnokságra az UEFA JB játékvezetőként foglalkoztatta. Az első afrikai játékvezető aki részt vehetett az UEFA Eb rendezvényén.

##### 2000-es labdarúgó-Európa-bajnokság

###### Európa-bajnoki mérkőzés
| Időpont          | Helyszín                        | Mérkőzés típusa              | Mérkőzés               | Eredmény | Nézők száma |
| ---------------- | ------------------------------- | ---------------------------- | ---------------------- | -------- | ----------- |
| 2000. június 13. | Feijenoord Stadion, Rotterdam   | csoportmérkőzés (C. csoport) | Spanyolország–Norvégia | 0 : 1    | 45 000      |
| 2000. június 21. | Maurice Dufrasne Stadion, Liège | csoportmérkőzés (D. csoport) | Dánia–Csehország       | 0 : 2    | 25 000      |

#### Konföderációs kupa
Dél-Korea és Japán adott otthont az 5., a 2001-es konföderációs kupa tornának, ahol a FIFA JB játékvezetői szolgálatra alkalmazta.
| Időpont         | Helyszín                 | Mérkőzés típusa              | Mérkőzés                | Eredmény | Nézők száma |
| --------------- | ------------------------ | ---------------------------- | ----------------------- | -------- | ----------- |
| 2001. május 30. | Központi Stadion, Tegu   | csoportmérkőzés (A. csoport) | Franciaország–Dél-Korea | 5 : 0    | 61 500      |
| 2001. június 7. | Központi Stadion, Szuvon | egyik elődöntő               | Franciaország–Brazília  | 2 : 1    | 34 527      |

#### Ázsia-kupa
Az Egyesült Arab Emírségek adott otthont a 10., az 1996-os Ázsia-kupa labdarúgó tornának, ahol a  AFC JB bíróként foglalkoztatta.

##### 1996-os Ázsia-kupa
| Időpont            | Helyszín                      | Mérkőzés típusa              | Mérkőzés                     | Eredmény | Nézők száma |
| ------------------ | ----------------------------- | ---------------------------- | ---------------------------- | -------- | ----------- |
| 1996. december 5.  | Ál Maktúm Stadion, Dubaj      | csoportmérkőzés (B. csoport) | Szaúd-Arábia–Thaiföld        | 6 : 0    | 5 000       |
| 1996. december 15. | Zájed Sejk Stadion, Abu-Dzabi | egyik negyeddöntő            | Egyesült Arab Emírségek–Irak | 1 : 0    | 50 000      |
| 1996. december 18. | Zájed Sejk Stadion, Abu-Dzabi | egyik elődöntő               | Irán–Szaúd-Arábia            | 0 : 0    | 35 000      |

#### Olimpiai játékok
Amerikában, Atlantában rendezték a XXVI., az 1996. évi nyári olimpiai játékok labdarúgó tornáját, ahol a FIFA JB hivatalnoki feladatokra alkalmazta.

##### 1996. évi nyári olimpiai játékok
| Időpont            | Helyszín                         | Mérkőzés típusa              | Mérkőzés                | Eredmény | Nézők száma |
| ------------------ | -------------------------------- | ---------------------------- | ----------------------- | -------- | ----------- |
| 1996. július 23.   | Orange Bowl Stadion, Miami       | csoportmérkőzés (D. csoport) | Brazília–Magyarország   | 3 : 1    | 34 871      |
| 1996. július 27.   | Legion Field Stadion, Birmingham | egyik negyeddöntő            | Argentína–Spanyolország | 4 : 0    | 43 507      |
| 1996. augusztus 2. | Sanford Stadion, Athens          | bronzmérkőzés                | Brazília–Portugália     | 5 : 0    | 68 173      |

## Szakmai sikerek
Az IFFHS (International Federation of Football History & Statistics) 1987-2011 évadokról tartott nemzetközi szavazásán 151, játékvezető besorolásával minden idők 98, legjobb bírójának rangsorolta, holtversenyben  Sálvio Spinola Fagundes Filho, Renato Marsiglia, Edgardo Codesal Méndez társaságában.